# کل چهارچشم
کل چهارچشم (نام علمی: Beatragus hunteri) نام یک گونه از تیره گاوان است.